# 青森県道・秋田県道317号西目屋二ツ井線
青森県道・秋田県道317号西目屋二ツ井線（あおもりけんどう・あきたけんどう317ごう にしめやふたついせん）は、青森県中津軽郡西目屋村から秋田県能代市を結ぶ一般県道である。
なお、当路線は、県道としては唯一、青森・秋田両県を結ぶ路線であり、青森県道唯一の300番台である。

## 概要
青森県西津軽郡西目屋村砂子瀬の目屋ダムの美山湖畔で青森県道28号岩崎西目屋弘前線から分岐し、青森・秋田県境の釣瓶落峠を経由して、能代市二ツ井町荷上場でいったん国道7号二ツ井バイパスと立体交差しランプで接続する。その後二ツ井駅前を通過し、終点・能代市二ツ井町切石で国道7号および秋田自動車道 二ツ井白神ICに合流する。
秋田県道322号きみまち阪公園素波里湖線交点の荷上場交差点から終点の能代市二ツ井町切石間は、1995年2月（一部は1990年）に二ツ井バイパスが開通するまでは国道7号だった区間で、同年4月に秋田県道に認定された。
西目屋村砂子瀬字芦沢付近から藤里町早飛沢付近までは道幅が狭く、起点から秋田県山本郡藤里町まで冬季閉鎖となる。
土砂崩れと、それによる事故と民事裁判のために2005年（平成17年）4月から砂小瀬 - 釣瓶落峠間は全面通行止めになっていたが、2008年（平成20年）5月28日の冬季閉鎖解除から全線が通行可能になったが、2013年に再び土砂崩れがあり、冬季閉鎖区間が通行不能となっていた。
釣瓶落峠 - 二ツ井町間は2006年（平成18年）に道幅は狭いものの全面舗装が完了している。

### 路線データ
- 総延長 : 54.6 km
  - 青森県側 : 14.8 km[要出典]
  - 秋田県側 : 39.806 km[5]
- 実延長 : 不明
  - 秋田県側 : 39,759 km
- 起点 : 青森県西津軽郡西目屋村砂子瀬（青森県道28号岩崎西目屋弘前線交点）[6]北緯40度31分50.8秒 東経140度14分39.4秒
- 終点 : 秋田県能代市二ツ井町切石字鳥坂4番2（切石入口交差点、国道7号・二ツ井白神IC交点）[6]北緯40度12分42.4秒 東経140度11分56.8秒

## 歴史
- 1995年（平成7年）4月1日 - 青森県道および秋田県道に認定される[6][7]。
- 2013年（平成25年） 
  - 4月9日 - 土砂崩れにより通行不能となっているのが発見され、平成25年度の冬季閉鎖の解除を当面行わないことに決定した[8]。
  - 8月9日 - 秋田県北部の豪雨により土砂崩れなどが発生し、秋田県山本郡藤里町真名子から県境、および青森県側全区間の通行止めが継続される[4]。
- 2014年（平成26年）10月10日 - 秋田県内の区間が開通。
- 2022年（令和4年）
  - 8月3日 - 大雨の影響により、一部区間で通行止め[9]。
  - 8月19日 - 13時をもって、一部区間（秋田県側）の通行止め解除[9]。
  - 10月6日 - 16時をもって、釣瓶落峠（秋田県側）までの通行止め解除[9]。なお、青森県側の区間の通行止め解除は、2024年（令和6年）の予定である[10]。
  - 11月27日 - 荷上場バイパス (3.16 km) のバイパス区間 (2.14 km) が開通する[11]。

## 路線状況

### 重複区間
- 秋田県道322号きみまち阪公園素波里湖線（秋田県山本郡藤里町藤琴字鳥谷場 - 能代市二ツ井町荷上場・荷上場交差点）、約6.7 km[5]

### 冬期閉鎖区間
- 区間 : 青森県西津軽郡西目屋村砂子瀬 - 県境[12]
  - 期日 : 11月下旬 - 翌年春[13]
- 区間 : 県境 - 秋田県山本郡藤里町 町道黒石線分岐[12]
  - 期日 : 11月下旬 - 翌年春[14]
- 区間 : 秋田県山本郡藤里町 町道黒石線分岐 - 秋田県山本郡藤里町真名子[12]
  - 期日 : 11月下旬 - 翌年春[15]

### 通行不能区間
- なし[16]

## 地理

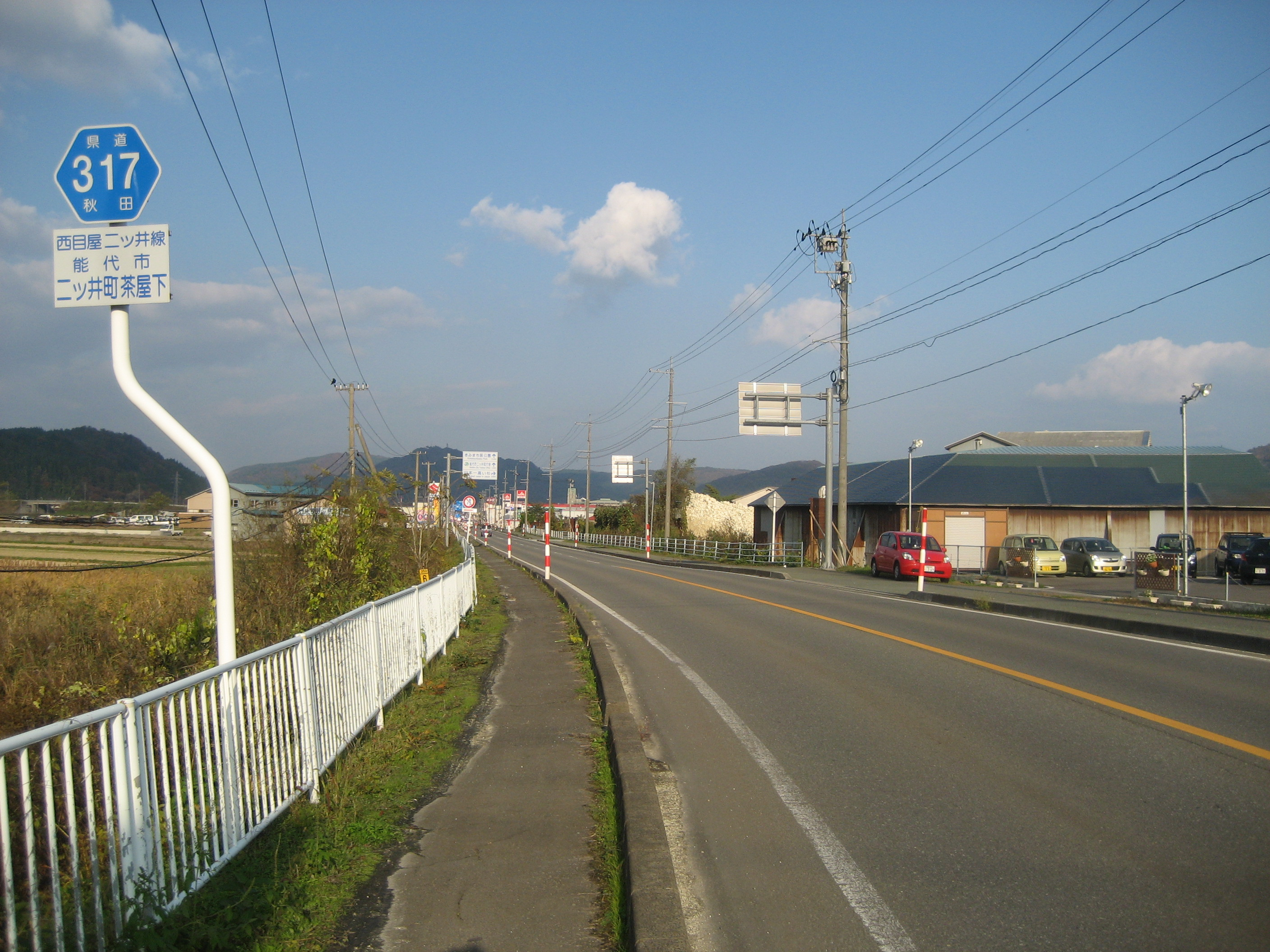
秋田県能代市二ツ井町茶屋下付近

### 通過する自治体
- 青森県
  - 中津軽郡西目屋村
- 秋田県
  - 山本郡藤里町
  - 能代市

### 交差する道路
| 施設名                      | 接続路線名                            | 備考                                    | 所在地                                                               |
| --------------------------- | ------------------------------------- | --------------------------------------- | -------------------------------------------------------------------- |
|                             | 青森県道28号岩崎西目屋弘前線          | 起点                                    | 青森県中津軽郡西目屋村砂子瀬                                         |
| 藤琴交差点                  | 秋田県道322号きみまち阪公園素波里湖線 |                                         | 秋田県山本郡藤里町藤琴北緯40度16分24.64秒 東経140度15分41.61秒       |
|                             | 秋田県道200号矢坂糠沢線               | 秋田県道200号起点 秋田県道322号重複区間 | 秋田県山本郡藤里町矢坂北緯40度14分49.37秒 東経140度15分2.23秒        |
| ランプ                      | 国道7号 二ツ井バイパス                | 秋田県道322号重複区間 日沿道ランプ予定  | 秋田県能代市二ツ井町荷上場                                           |
| 荷上場交差点                | 秋田県道322号きみまち阪公園素波里湖線 |                                         | 秋田県能代市二ツ井町荷上場北緯40度13分0秒 東経140度14分46.07秒       |
| 中坪交差点                  | 秋田県道203号高屋敷茶屋下線           |                                         | 秋田県能代市二ツ井町中坪道下北緯40度12分15.87秒 東経140度13分42.05秒 |
|                             | 秋田県道64号能代二ツ井線              | 秋田県道64号終点                        | 秋田県能代市二ツ井町茶屋下北緯40度11分59.36秒 東経140度13分17.2秒    |
| 二ツ井白神IC 切石入口交差点 | E7 秋田自動車道 国道7号               | 終点                                    | 秋田県能代市二ツ井町切石字鳥坂                                       |

### 沿線の施設など

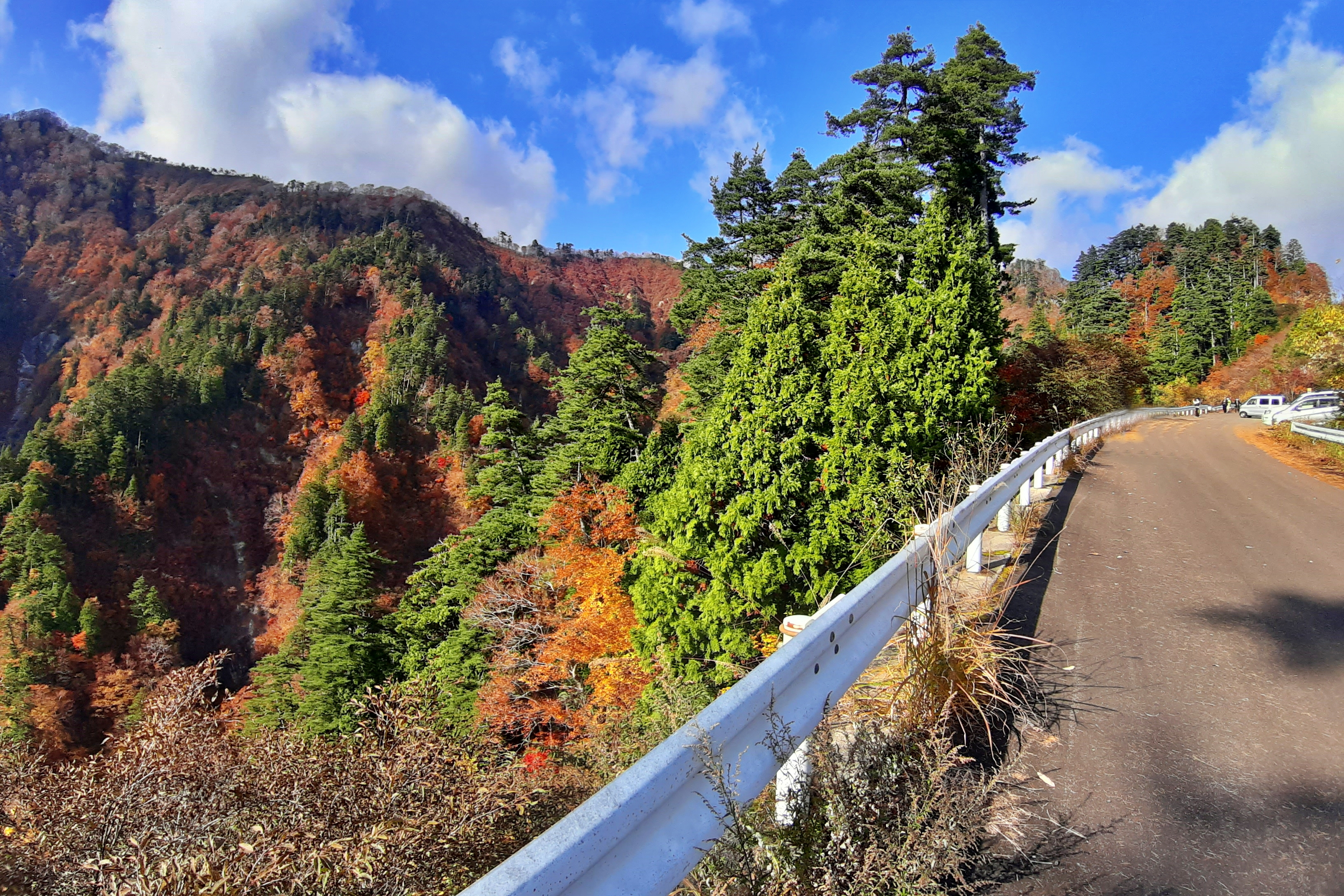
釣瓶落峠

- 釣瓶落峠・釣瓶トンネル（青森・秋田県境 冬季・荒天時閉鎖区間内）北緯40度26分21.67秒 東経140度19分28.95秒

#### 青森県側
西目屋村
- 美山湖（目屋ダムのダム湖）
- 旧尾太鉱山廃水処理施設

#### 秋田県側
藤里町
- 太良峡（冬季・荒天時閉鎖区間内）
- 峨龍の滝（峨龍親水公園）
- 白神山地世界遺産センター・藤里館
- 白神山水の館
- 湯の沢温泉
- 藤里町歴史民俗資料館
- 藤里町役場
- 藤琴川

能代市
- 国土交通省二ツ井河川国道出張所
- 秋田県立二ツ井高等学校
- JR東日本 奥羽本線 二ツ井駅
- 能代市役所二ツ井町庁舎（旧二ツ井町役場）